# 非整比化合物

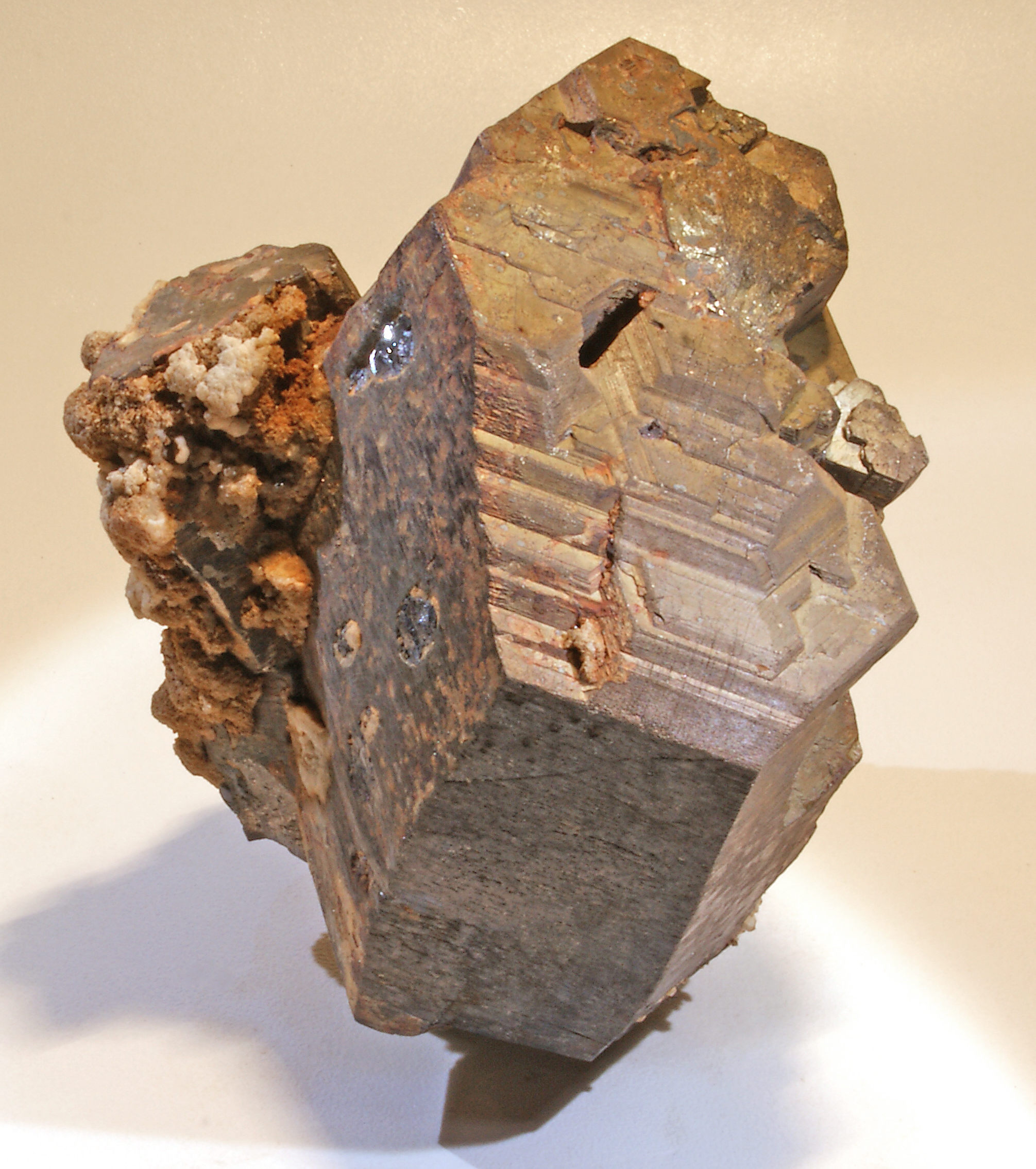
黄铁矿，是一种非整比无机化合物，比例在Fe_{1−x}S (x = 0 to 0.2)之间。

非整比化合物（Non-stoichiometric compound，又譯非化学计量化合物），又稱贝多莱体（berthollides），指的是组成中各类原子的相对数目不能用几个小的整数比表示的化合物。

## 特征
这类化合物的特征是：其组成可在一个较小范围内变动，并保持其基本结构不变。比如，加热{\displaystyle WO_{2}}与{\displaystyle WO_{3}}的混合物，会生成{\displaystyle WO_{2.92}}。

## 研究
现代晶体化学的研究说明化合物的组成偏离整比性是很普遍的现象。非整比化合物的存在，比「整比化合物」（也称「化学计量化合物」或「道尔顿体」）更为广泛。

## 形成
- 过渡金属元素化合物，如氧化物、硫化物、氢化物、氮化物、碳化物和硼化物等常具有非整比性
- 形成情况有
  - 某一种原子过多或短缺，如Fe1-δO、Zn1+δO、UO2+δ、TiO1±δ，WO3-δ(δ是数值较小的小数)
  - 在层状结构的层间嵌入某些原子、离子或分子，如LiδTiS2等
  - 在晶体中吸收了某些较小的原子，如LaNi5Hx

## 另見
- 克劳德·贝托莱